# La vida, manual d'ús
La vida manual d'ús (títol original en francès: La Vie mode d'emploi) és una novel·la de l'escriptor francès Georges Perec, publicada en 1978. Es tracta de l'obra més ambiciosa de l'autor, i sense ser una novel·la de consum massiu, ha estat traduïda a nombrosos idiomes i es considera una obra mestra i de culte. A França és reconeguda com un dels millors llibres del segle XX. El mateix any de la seva publicació, el seu autor va rebre per aquesta obra el Premi Médicis.
La novel·la està dedicada a la memòria de Raymond Queneau, cofundador del grup Oulipo, en el qual Perec va desenvolupar la seva passió pels jocs de paraules, lipogrames, anagrames i trencaclosques.

## Creació de l'obra
Perec va escriure aquesta novel·la entre 1976 i 1978. Durant 1977 i 1978, abans d'aparèixer la novel·la, va publicar en revistes alguns capítols de l'obra. Malgrat l'anterior, la primera concepció de la seva idea va sorgir en 1969 o fins i tot abans. En un llibre anterior, Espècies d'espais (1974), en la secció subtitulada «Projecte de novel·la», Perec va escriure:
| «                | «M'imagino un immoble parisenc la façana ha desaparegut (...) de manera que, des de l'entresòl a les golfes, totes les habitacions que es troben davant siguin visibles instantània i simultàniament. | » |
| — Georges Perec, | |   |

En aquest mateix text, l'escriptor també reconeix que una de les seves nombroses influències per a aquesta obra és:
| «                | «(...) un dibuix de Saul Steinberg, aparegut a The Art of Living (Londres, Hamish Hamilton, 1952) que representa un edifici (...) de què una part de la façana ha estat eliminada, deixant veure l'interior d'unes vint-i-tres habitacions (...) » | » |
| — Georges Perec, | |   |

Immediatament després del text citat, l'autor procedeix a fer un inventari relativament exhaustiu de tot el que veu en aquest dibuix, d'una manera que després utilitzarà també en La vida instruccions d'ús.
Pel que fa als noms dels personatges de la novel·la, Gaspard Winckler comparteix el mateix nom que el protagonista de El Condotiero, la seva primera novel·la acabada, encara que publicada pòstumament. Malgrat que els personatges d'ambdues obres són artistes plàstics, es tracta de personatges diferents. Mentre el Winckler de  La vida instruccions d'ús  és un artesà, el de  El Condotiero  és un falsificador de quadres de pintors famosos, que acaba d'assassinar al seu cap. El mateix nom és utilitzat a més per un dels narradors de W o el record de la infància (1975). A El Condotiero també hi apareix un personatge anomenat Jérôme, mestre de Winckler, que l'introdueix en l'art de les falsificacions.

### La influència d'Oulipo
El títol d'aquesta novel·la al·ludeix a les contraintes (en castellà, «restriccions») del grup Oulipo, del qual Georges Perec va ser un membre actiu i prolífic. Les contraintes són un conjunt de regles o «instruccions d'ús» que es poden aplicar al procés d'escriptura d'un text, de manera d'ampliar les possibilitats de l'escriptura i fomentar la creativitat de l'autor. Les contraintes que utilitza Perec en aquesta novel·la es poden apreciar en la seva estructura. Addicionalment, l'autor es permet algunes excepcions a la regla, les quals també són fomentades per Oulipo, sota el nom de clínamen.
El llibre abunda en jocs de paraules tals com hipogrames o subtils bromes personals relacionades amb el grup.

## Estructura

Mapa de l'edifici de la novel·la amb els seus habitants actuals. En cursiva s'indiquen els antics ocupants. A la dreta s'indiquen els seus nivells. El -1 representa els soterranis, i els 7 i 8 són les golfes.

Tal com ho defineix explícitament el seu autor, aquest llibre està estructurat com un trencaclosques:
| «               | «Tot el llibre s'ha construït com una casa en la qual les habitacions s'uneixen les unes a les altres seguint la tècnica del puzzle .» | » |
| — Georges Perec | |   |

El llibre comença amb un «Preàmbul», on l'autor parla sobre l'art de fer i completar trencaclosques. Després es divideix en 99 capítols distribuïts en sis parts, en els quals figuren més de 1500 personatges, dels quals uns 167 són personatges principals, i on s'inclouen nombroses floritures, tipografies, dibuixos, esquemes, llistes i cartells de diversos productes i esdeveniments reals o ficticis. Cada capítol es correspon amb una estada de l'edifici, que el seu frontis es divideix en una quadrícula de 10×10. Al final de la novel·la, després d'un breu epíleg, s'inclou un plànol de l'immoble, amb la distribució dels seus actuals i antics habitants.

Recorregut dels capítols en la novel·la.

Solució del problema del cavall.

L'ordre dels capítols es comporta d'acord amb una solució del problema del cavall —normalment associat a quadrícules de 8×8 corresponents a un tauler d'escacs— trobada experimentalment pel mateix Perec. D'aquesta manera, cada estada té associada un capítol diferent, i només es descriu en tot el llibre una única vegada. L'única excepció a la regla és el soterrani de la Sra. Moreau, en la cantonada inferior esquerra de la quadrícula, que només s'esmenta fugaçment al final del capítol 65 i immediatament abans del 66.[nota 4] A més, cada part del llibre s'acaba amb un capítol en posició de tal manera que ja s'hagi passat per les quatre vores de la quadrícula; així, per exemple, la «Primera part» acaba en el capítol 21 (vora inferior), ja que ja es van aconseguir la vora dreta (capítol 3), el superior (capítol 7) i l'esquerre (capítol 12).
A més del recorregut de l'edifici, Perec va dissenyar un algorisme per descriure els elements en cadascuna de les seves estades. Para això primer va elaborar un quadern de càrrega, amb 21 parells de llistes temàtiques —autors, mobiliari, animals, colors, sentiments, música, adjectius, entre altres— cadascuna d'elles conformada per 10 elements, totalitzant 420 elements per distribuir entre les cent estades de l'edifici, i entre els 99 capítols. En general, els elements quedarien llistats de la següent forma:
| parell 1    | parell 1    | parell 2    | parell 2    | parell 21    | parell 21    |
| llista 1    | llista 2    | llista 1    | llista 2    | llista 1     | llista 2     |
| ----------- | ----------- | ----------- | ----------- | ------------ | ------------ |
| elem 1-1-1  | elem 1-2-1  | elem 2-1-1  | elem 2-2-1  | elem 21-1-1  | elem 21-2-1  |
| elem 1-1-2  | elem 1-2-2  | elem 2-1-2  | elem 2-2-2  | elem 21-1-2  | elem 21-2-2  |
| elem 1-1-3  | elem 1-2-3  | elem 2-1-3  | elem 2-2-3  | elem 21-1-3  | elem 21-2-3  |
| elem 1-1-10 | elem 1-2-10 | elem 2-1-10 | elem 2-2-10 | elem 21-1-10 | elem 21-2-10 |

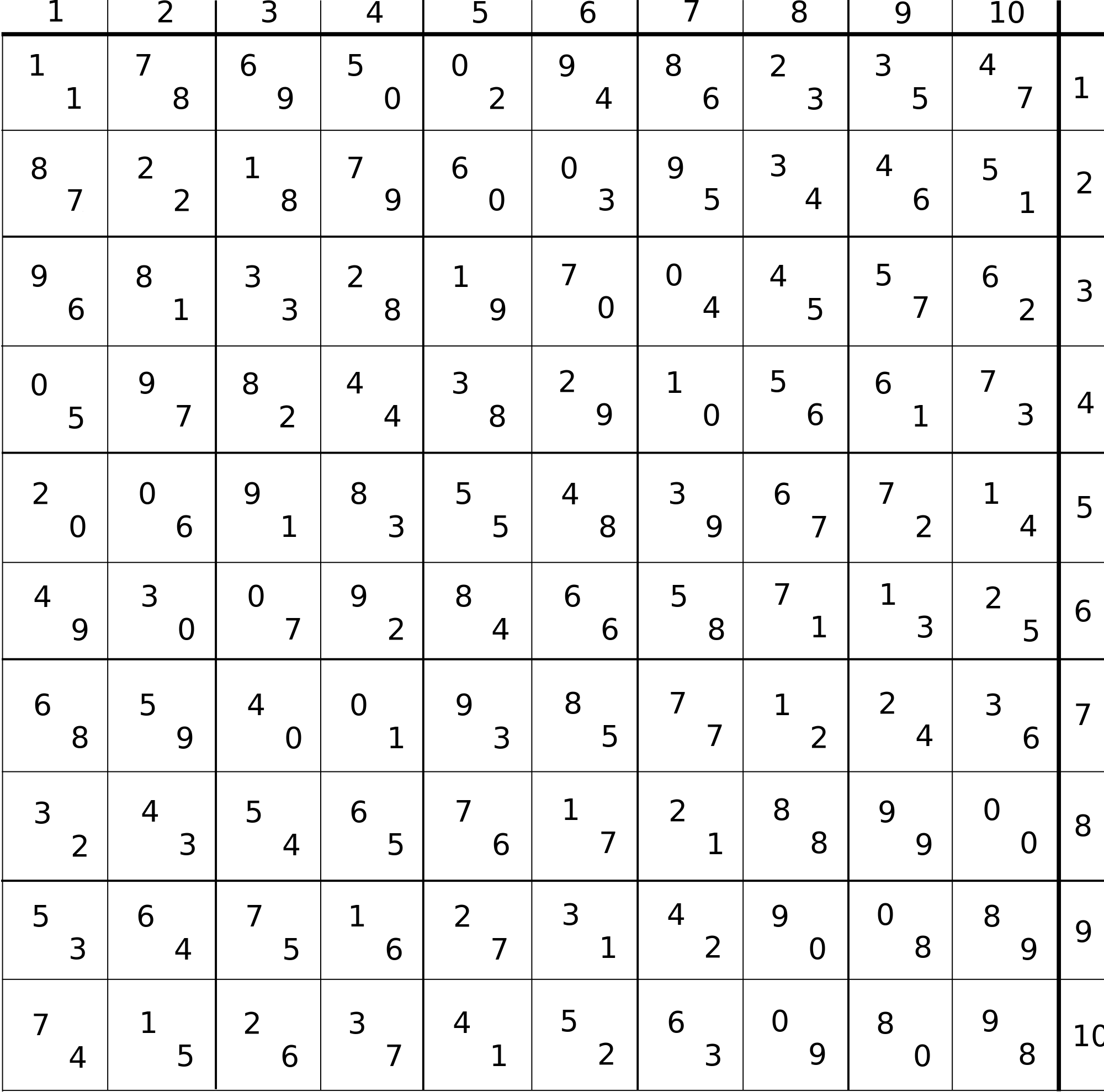
El biquadrat llatí ortogonal utilitzat en la novel·la.

La decisió d'on col·locar cada objecte ve determinada per un biquadrat llatí ortogonal d'ordre 10: en cada quadre de la quadrícula de 10×10, s'inclou un parell ordenat de dígits, de manera que cada dígit està present una sola vegada en cada línia i en cada columna, i a més no existeixen dos quadres que continguin el mateix parell ordenat. Així, cada capítol té un parell (a,b) associat, la qual cosa significa incloure en aquest capítol a elements de la primera llista, i b elements de la segona llista. Per exemple, com el capítol 3 té associat el parell (2,5), llavors en aquest capítol han d'usar-se els elements 1-1-2, 2-1-2, ..., 21-1-2, així com els elements 1-2-5, 2-2-5, ..., 21-2-5. Aquesta estratègia, no obstant això, no és utilitzada de manera tan estricta, doncs l'autor es permet escollir en certs casos alguns elements de subllistes particulars, i a més permutar el biquadrat llatí ortogonal, sobre la base del que en matemàtiques es coneix com una pseudo-quenina d'ordre 10, augmentant així les possibilitats d'elecció.
Cap al final del llibre, i com a ajuda per al lector, l'obra inclou tres apèndixs: un extens «Índex de noms», ordenats alfabèticament; un apartat de «Referències cronològiques», que conté dates de naixement, defunció i esdeveniments compresos en el llibre des de 1833 fins a 1975; i un «Índex d'algunes de les històries explicades en aquest llibre».[22][23][24] Finalment, abans de l'índex, s'inclou un Post scríptum on l'autor assenyala que en el llibre s'utilitzen diverses cites, de vegades modificades, dels següents autors:[25]

## Argument
La novel·la explica les vides presents i pretèrites —fins i tot en ocasions fugaçment futures— de les nombroses persones que habiten o han habitat un antic edifici parisenc, situat específicament al carrer Simon-Crubellier número 11 del barri de la Plaine Monceau, en el districte 17.[26][nota 5] Cada història sorgeix de l'exhaustiva descripció, per part d'un narrador omniscient, d'algun de les estances de l'edifici, els quals són retratats tots en un mateix moment, el 23 de juny de 1975, instants abans de complir-se les vuit de la tarda.[27]
En total es relaten més d'un centenar d'històries diferents, com es pot apreciar en les breus descripcions de 107 històries indexades al final del llibre, així com en l'enumeració de 179 històries —no totes relacionades amb personatges de l'edifici— que apareix en el capítol 51.[24][28][nota 6] Aquestes històries abasten en conjunt un temps comprès des de 1833 fins a 1975. Moltes d'elles estan d'alguna manera relacionades amb la de Percival Bartlebooth, que es podria considerar la història principal de la novel·la. Bartlebooth és un multimilionari que ha organitzat la seva vida entorn dels trencaclosques, i que per dur a terme el seu projecte ha recorregut el món i recorregut a diversos altres habitants de l'edifici.

### Personatges principals
L'edifici es va construir sobre dos terrenys, un d'ells pertanyent al comerciant de fusta Samuel Simon, i l'altre al alquilador de vehicles Norbert Crubellier. Aquell era un suburbi de petita indústria, però tan bon punt sobre els terrenys veïns comencés a aixecar-se un prometedor barri residencial, tots dos van decidir en 1875 començar també a parcelar el seu terreny. Els edificis de l'illa de cases, tots semblants, van ser construïts sense molta imaginació per un arquitecte i el seu fill.[29] L'edifici es va acabar de construir en 1885.[23][nota 7]

### Epíleg
La novel·la acaba amb un epíleg referit a la mort de Serge Valène el divendres 15 d'agost de 1975, durant la festa de l'Assumpció. Des de fa un temps, havia estat cuidat diàriament per la Sra. Nochère, Elzbieta Orlowska i Célia Crespi. El dia anterior l'edifici s'ha quedat pràcticament buit, amb la sola presència de la senyora Moreau i la seva amiga la senyora Trévins, la senyoreta Crespi, la senyora Albin i Valène. La resta ha sortit de vacances: la senyora de Beaumont a Berlín, com a presidenta d'honor en el festival Alban Berg; Cinoc als Estats Units, a visitar a uns cosins llunyans; els Marcia a una vila prop de Divonne-els-Bains, i Olivier Gratiolet amb la seva filla a l'illa d'Oléron. Uns altres han aprofitat el pont festiu: els Pizzicagnoli, allotjats on els Rorschash, van anar amb Jane Sutton a Deauville; Elzbieta Orlowska a Nivillers a veure al seu fill, i la Sra. Nochère a Amiens per assistir a les noces de la seva filla.[9]
Valène va morir tranquil, recolzat en el seu llit. Abans de morir, va deixar esbossat un últim quadre, corresponent a una gran tela on dividia en quadrants regulars el plànol d'un edifici buit, com si es tractés d'un trencaclosques que, com els de Bartlebooth, tampoc serà acabat.[9][2]

## Anàlisi de l'obra
Des de la seva publicació i fins avui, aquesta obra ha despertat l'interès de molts acadèmics i grups de lectors. A Espanya els analistes s'han concentrat sobretot a Barcelona i el País Basc.[2]
D'acord amb alguns crítics, aquest llibre rep influències del manuscrit oposat a Saragossa (1804) de Jan Potocki, obra que al seu torn està inspirada en Els contes de Canterbury, de Geoffrey Chaucer i Les mil i una nits. El gust de Perec per explicar històries dins d'altres històries, característic en aquesta novel·la, ho emparenta també amb l'obra de Paul Auster. D'altra banda, els seus necessaris annexos, que ajuden a la millor comprensió de l'obra, la relacionen amb l'Ulisses (1922) de James Joyce o amb [ El rusc] (1945) de Camilo José Cela. Entre altres obres que la precedeixen també es poden esmentar la Bíblia, El Quixot de la Manxa, La comèdia humana i A la recerca del temps perdut. L'escriptor francès Michel Butor, per la seva banda, ja havia escrit una novel·la, experimental i teòrica, titulada Passatge Milà N.º 15 (1954) en la qual es descriu la vida d'un immoble parisenc. Finalment, els jocs en la literatura també estan presents en diverses obres, tals com l'obra de Julio Verne, Raymond Roussel o Raymond Queneau.[2]
Les més de cent històries principals que figuren en la novel·la pertanyen a variats subgèneres narratius.[2] Túa Blesa fa constar que en cada cas, el narrador dona a conèixer tant les fonts primàries com a secundàries de la seva recerca.[114] Per al crític Adolfo Vásquez Rocca, el llibre es configura com un «catàleg», els objectes del qual, llocs i successos determinen la biografia de cada personatge, així com el seu lloc en la trama. Per al crític Alberto Ruiz de Samaniego, en aquesta novel·la l'espai triomfa sobre el temps.[12]
Per al crític Claude Burgelin, aquesta novel·la es configura sobretot com un relat de venjança, de forma anàloga al Condotiero. Gaspard Winckler, que comparteix nom amb el protagonista d'aquesta última obra, construeix un trencaclosques que Bartlebooth no podrà mai completar, venjant-se així de la seva condició de servent, les obres del qual d'art són sistemàticament menyspreades i destruïdes.[116]
És clara també la relació d'aquest llibre amb les arts plàstiques, relació que es repeteix en altres obres de l'autor. Para de Samaniego, aquesta novel·la, juntament amb Les coses i Un home que dorm comparteixen una poètica propera a la d'Andy Warhol, on estan presents el voyeurisme i la «contemplació passiva de l'existència».[12] Per a l'estudiós Jean-Luc Joly, són tres els grans artistes de la novel·la: Hutting, Bartlebooth i Valène, les ambigües històries del qual no aconsegueixen a ser del tot caricaturesques, com en el cas de Fleury, el decorador d'interiors de la Sra. Moreau, ni del tot freturosos de sàtira, com en el cas de l'ebenista Emilio Grifalconi. La irònica descripció de l'obra de Hutting, per exemple, es presenta com una paròdia a l'art contemporani, al mateix temps que com una ironia de l'autor cap a si mateix.[nota 10] L'obra de Bartlebooth és també clarament contemporània, en ser el mecanisme del seu projecte artístic més interessant que les seves qualitats plàstiques, i també per la seva actitud nihilista que il·lustra el gratuït i obertura de l'art. Para Joly, malgrat que l'obra de Perec està molt relacionada amb l'art contemporani, la seva poètica és més propera a la del personatge del crític d'art Beyssandre, qui intenta preservar l'obra de Bartlebooth. Serge Valène, en canvi, és un artista modern, que fracassa en el seu propi projecte semblant al de Saul Steinberg, autor de la il·lustració que serveix com a base de la novel·la. Més proper a Perec està un quart artista, Gaspard Winckler, que com Beyssandre, intenta impedir que el projecte de Bartlebooth es totalitzi, i així acabar la novel·la amb un final més optimista del que sembla.[15]
Segons la historiadora de cinema polonesa Ewa Mazierska, el personatge de Véra Orlova, que després de casada es coneix com a Sra. Véra de Beaumont, s'assembla a la vida del cineasta Roman Polanski, els pares del qual, com els de Perec, van ser assassinats pels nazis en els camps de concentració.[117]

## Recepció i crítica
Des de la seva publicació en 1978, aquest llibre va ser qualificat com una obra mestra. Aquest mateix any, Perec va ser guardonat per aquesta novel·la amb el Premi Médicis.[3] En una enquesta duta a terme pel periòdic francès Le Monde, va ser triada com la millor novel·la de la dècada 1975-1985, i en un massiu sondeig realitzat en 1999 per dit periòdic al costat de l'empresa Fnac, va ser triat un dels 100 llibres del segle.
La vida instruccions d'ús ha estat comparada amb altres obres notables, com la Divina comèdia de Dante Alighieri, Els contes de Canterbury de Geoffrey Chaucer i Ulisses de James Joyce. Ha rebut positives ressenyes, entre d'altres, de Catherine David para Le Nouvel Observateur, de l'escriptor Paul Auster i del crític Rafael Conte. Per al distingit informàtic teòric Donald Knuth, es tracta possiblement de la millor novel·la del segle xx.

## Impacte i adaptacions
Aquesta novel·la ha influenciat no solament a altres escriptors, sinó també a diversos artistes. Entre el 14 de juny i el 2 de juliol de 1982, l'escola de teatre de Montreuil va representar una obra teatral basada en aquesta novel·la, utilitzant com a escenari les dependències d'un edifici francès.[119] Uns anys més tard, René Farabet va preparar una lectura semi-dramatitzada que va presentar en el Festival d'Avinyó al juliol de 1988, la qual va ser gravada i posteriorment emesa per la ràdio France Culture a l'octubre de 1988 i març de 1992. En 1989 es va emetre per ABC una adaptació radioteatral de Suzanne Kieman a partir de la traducció de la novel·la a l'anglès.[120]
L'obra de Bartlebooth narrada en el llibre va influir en el treball de l'artista conceptual Wim Delvoye. En 2006, la revista artística anglesa The Art Newspaper va crear el Premi Bartlebooth, destinat en to de broma a aquells projectes «improbables, inversemblants i increïbles al món de les arts contemporànies». Ja al començament del segle xxi, un artista contemporani va assumir el pseudònim de Serge Vàlene, mentre que l'escriptor Marc Zaffran va assumir el pseudònim de Marc Winckler, utilitzant així el cognom de Gaspard Winckler en la novel·la.[15]

## Història editorial
El llibre va ser publicat per la col·lecció «P.O.L.» de l'editorial Hachette.